# L'Homme de la mer
L'Homme de la mer (The Man from the Sea), parfois titrée L'Homme qui venait de la mer, est une nouvelle fantastique d'Agatha Christie mettant en scène Harley Quinn et Mr Satterthwaite.
Initialement publiée en octobre 1929 dans la revue Britannia and Eve au Royaume-Uni, cette nouvelle a été reprise en recueil en 1930 dans The Mysterious Mr Quin au Royaume-Uni et aux États-Unis. Elle a été publiée pour la première fois en France dans le recueil Le Mystérieux Mr Quinn en 1969.

## Personnages
- M. Satterthwaite : sexagénaire, amateur d'énigmes policières.
- Harley Quinn : homme mystérieux (rôle secondaire dans le récit).
- La duchesse de Leigh : amie de longue date de M. Satterthwaite.
- Naomi Carlton Smith : jeune femme artiste.
- Rosina Nunn : jeune comédienne.
- Henri Judd : époux de Rosina Nunn.
- M. Vyse
- Alec Gerard

## Publications
Avant la publication dans un recueil, la nouvelle avait fait l'objet de publications dans des revues :
- en octobre 1929, au Royaume-Uni, dans le no 6 (vol. 1) de la revue Britannia and Eve[1] ;
- en septembre 1953, au Royaume-Uni, dans le no 1 (vol. 3) de la revue MacKill's Mystery Magazine[2] ;
- à l'hiver 1955 - 1956, au Royaume-Uni, dans le no 60 de la revue Holiday Clubman[3].

La nouvelle a ensuite fait partie de nombreux recueils :
- en 1930, au Royaume-Uni et aux États-Unis, dans The Mysterious Mr Quin[1] (avec 11 autres nouvelles) ;
- en 1969, en France, dans Le Mystérieux Mr Quinn (avec 5 autres nouvelles) ;
- en 1991, en France, sous le titre « L'Homme qui venait de la mer », dans Le Mystérieux Mr Quinn (réédition du recueil de 1969 reprenant la composition des recueils de 1930).

## Adaptation
- 2011 : pièce radiophonique diffusée dans l'émission Afternoon Readings de BBC Radio 4, avec Martin Jarvis[4].